# Jean Arasanayagam
Jean Arasanayagam (en singhalais : ජීත් අර්ධනගම් ; 1931-2019) est une poète et écrivaine de fiction srilankaise. Elle a écrit ses œuvres en anglais. Les troubles ethniques et religieux au Sri Lanka constituent le thème principal de son œuvre. 

## Biographie
Jean Arasanayagam était une Burgher d'origines diverses : du côté maternel, Adriaan Jansz était un fonctionnaire de la Compagnie néerlandaise des Indes orientales en poste à Galle, Jean François Grenier, un Normand français, nommé commandant de Matara, qui avait épousé une Hollandaise à Colombo ; du côté paternel, les Solomons, descendants de Portugais.
Elle est née le 2 décembre 1931 à Kandy, fille de Harry Daniel Solomons (1890–1981) et de Charlotte Camille Grenier Jansz (1889-1970), la plus jeune de trois enfants. Elle a grandi et a passé sa vie principalement à Kandy. 
Elle a fréquenté le lycée de filles de Kandy (en) et est diplômée de l'Université de Peradeniya. Elle a ensuite obtenu sa maîtrise en linguistique à l'Université de Strathclyde à Glasgow, en Écosse. Elle a été membre du Creative Activities of the International Writing Programme à l'Université d'Iowa en 1990. Elle a été chercheuse invitée à la Faculté des arts de l'Université d'Exeter. 
Elle était mariée à un Tamoul de Jaffna, Thiyagarajah Arasanayagam, et traitait souvent de multiples cultures et traditions, ce qui peut avoir façonné sa conscience ethnique et son identité. Arasanayagam a été directement témoin des violences pendant le Juillet noir, le pogrom anti-tamoul, en 1983, et a dû fuir vers un camp de réfugiés avec sa famille en raison de la lignée tamoule de son mari. Elle avait auparavant été témoin des violences perpétrées lors de la révolte ceylanaise de 1971.
Elle a enseigné la langue et la littérature anglaises à St. Anthony's College (en), un lycée privé catholique, à l'Université de Peradeniya, à l'Institut polytechnique de Kandy, au English Teachers College de Peradeniya.
Elle était peintre et a exposé à Londres, à la Biennale de Paris et au Lionel Wendt Art Center (en) à Colombo. Elle confectionnait des batiks qu'elle a exposés en Suède et au Smithsonian.
Jean Arasanayagam est morte le 30 juillet 2019 à Kandy.

## Œuvres
Beaucoup de ses œuvres ont été traduites dans différentes langues, dont le danois, le suédois, le français et le japonais.

### Poésie
- Kindura, Godamunne & sons, 1973
- Poems of Season Beginning and a Season Over (1977)
- Apocalypse '83, 1984 ; réédition International center for ethnic studies, 2003
- The Cry of the Kite, [Sri Lanka, s.n.], 1984
- A Colonial Inheritance and Other Poems (1985)
- Out of Our Prisons We Emerge (1987)
- Trial by Terror, Hamilton (Nouvelle-Zélande), Rimu, 1987
- Reddened Waters Flow Clear (1991)
- Shooting the Floricans, Samjna, 1993
- Peacocks and Dreams, Navrang, 1996
- Women, All Women, Writers Workshop, 1999
- Colonizer/Colonized: Poems from a Post Colonial Diary, Calcutta Writers' Workshop, 2000
- Fusillade, Indialog Publications, 2003
- The Famished Waterfall, S. Godage & Sons, 2004
- The Pomegranate Flower, Dhvanyaloka Publication, 2005
- One Evening, Godage International Publishers, 2006
- The colour of my mind, S. Godage & Sons, 2009
- The Word never dies, S. Godage & Sons, 2011
- The Almsgiving, Social Scientists Association of Sri Lanka, 2014

## Anthologies
- (en) John Holt, The Sri Lanka Reader : History, Culture, Politics, Duke University Press, 2011  — cette anthologie de la poésie sri-lankaise contient plusieurs poèmes de Jean Arasanayagam : Nallur, In the month of July, Search my Mind, A land divided
- (en) Yasmine Gooneratne (dir.), Poems from India, Sri Lanka, Malaysia & Singapore, Heinemann Asia, 1979(Contient Kindura et Poems of Season Beginning and a Season Over)

### Prose
- Bhairava: A Childhood in Navaly, 1984
- The Cry of the Kite, recueil de nouvelles, Kandy, 1984
- The Outsider, Nagasaki University, Bulletin of the Faculty of Liberal Arts, 1989
- Fragments of a Journey, Colombo, Women's Education & Research Centre, 1992
- All Is Burning, New Delhi, Penguin Books India, 1995
- Peacocks and Dreams, New Delhi, Navrang, 1996
- In the Garden Secretly and Other Stories, Penguin Books, 2000
- Inheritance, S. Godage & Brothers, 2001
- The Dividing Line, Indialog Publications, 2002
- A Nice Burgher Girl, Social Scientists' Association, 2006 (lire sur Google Livres)
- Tales From Antiquity, S. Godage & Brothers, 2016
- The Life of the Poet, Sarasavi Publishers, 2017

## Citation
- « Je continue d'écrire sur le massacre de civils des deux côtés. Le massacre de prêtres chrétiens et de moines bouddhistes. Massacres dans les prisons. Torture. Attentats à la bombe. Toutes ces choses sont maintenant devenues les lieux communs de notre société. Avec la signature d'un accord de paix, nous pouvons enfin ressentir un esprit d'optimisme, d'espoir pour l'individu, pour la société, pour notre nation. Nous devons espérer. Mais les blessures mettent du temps à guérir. Cela demande beaucoup de courage pour continuer à vivre. »[n 2],[13]

## Regards sur l’œuvre
- « L'écriture de Jean Arasanayagam, issue d'une confluence unique de ce qui peut être considéré comme des identités minoritaires au Sri Lanka (Burgher et Tamil), fournit des aperçus critiques sur la manière dont une conscience marginalisée cherche à se tailler une niche dans un discours nationaliste exclusif et majoritaire. L’écriture d’Arasanayagam est fortement investie dans l’idée d’appartenance nationale. »[14]
- « Peu de poètes ont capturé le pathétique du conflit ethnique sur le continent que Jean Arasanayagam, l’un des poètes les plus prolifiques et les plus lus du Sri Lanka, dont l’œuvre est extrêmement consciente politiquement. »[15]
- « La surface tranquille de la poésie d'Arasanayagam a radicalement changé à la suite des troubles ethniques au Sri Lanka en 1983. Une grande partie de ses œuvres exprime la peur et la détresse éprouvées par les prisonniers, les exilés et les réfugiés de la violence ethnique. »[n 3],[16]
- « Au cours des deux dernières décennies, plusieurs écrivains qui s'identifieraient comme des Burghers ont acquis une reconnaissance internationale. Michael Ondaatje, Rienzi Crusz (en) et Carl Muller (en) sont probablement les plus importants. Jean Arasanayagam est clairement parmi eux et les critiques qu'elle a reçues témoignent du respect qui lui a été accordé en tant que grand écrivain sri-lankais et postcolonial. »[n 4],[17]

## Distinctions
- Sahityaratna award du gouvernement du Sri Lanka, septembre 2017 ; Premchand Fellowship of the Sahitya Akademi, Inde, 2014[6].
- Gratiaen prize, la plus haute distinction du Sri Lanka pour les œuvres écrites en anglais[8], pour The Life of the Poet[18].
- Doctor of Letters, honoris causa, Bowdoin College USA, 2013[19].
- Arts Council Award, English Association of Sri Lanka, 1984, pour Bhairava: A Childhood in Navaly[n 5], 1984[20].